# سانت خاومه د فرنتانیا
سانت خاومه د فرنتانیا (به اسپانیایی: Sant Jaume de Frontanyà) یک شهرستان در اسپانیا است که در بارسلون واقع شده‌است.

## خصوصیات
سانت خاومه د فرنتانیا ۲۱٫۲۶ کیلومترمربع مساحت و ۲۴ نفر جمعیت دارد و ۱٬۰۷۲ متر بالاتر از سطح دریا واقع شده‌است.